# 2000 CJ82
2000 CJ82 är en asteroid i huvudbältet som upptäcktes den 4 februari 2000 av LINEAR i Socorro County, New Mexico.
Asteroiden har en diameter på ungefär 20 kilometer.